# 프린세스 바리
《프린세스 바리》(영어: Princess Bari)는 ㈜그린우드가 제작한 대한민국의 애니메이션으로, 2022년 7월 5일부터 9월 27일까지 MBC TV에서 매주 화요일 오전 11시 45분에 방영했고, 2023년 2월 8일부터 5월 10일까지 같은 채널에서 방영했다. 제주특별자치도의 자연경관을 배경으로 다양한 소재를 접목한 애니메이션이다.

## 방송 일시
| 방송 채널 | 방송일                    | 방송 시간 |
| --------- | ------------------------- | --------- |
| MBC TV    | 2022년 7월 5일 ~ 9월 27일 | 종료      |
| MBC TV    | 2023년 2월 8일 ~ 5월 10일 | 종료      |

## 등장 인물
- 바리
- 코디
- 모모
- 하루방
- 옥황상제
- 루시퍼

### 조연/단역
- 수비대 대원
- 서유기: 사오정, 저팔계, 손오공, 삼장법사
- 오즈의 마법사: 도로시, 양철맨, 사자, 허수아비
- 알라딘과 요술램프: 지니, 알라딘
- 장화 신은 고양이: 오거

## 목소리 출연
- 전해리: 바리
- 이기호: 옥황상제, 임금
- 장은숙: 코디, 사오정
- 유보라: 모모, 꼬마, 북쪽마녀, 장화신은 고양이
- 홍승효: 하루방
- 김아롱: 수비대 대원, 손오공, 도로시, 막내아들, 지옥사원

## 스태프
- 기획: 최현종
- 책임 프로듀서: 이수인
- 조연출: 오승희
- 제작: 이정익
- 감독: 김고은
- 기획 프로듀서: 안현지
- 제작 프로듀서: 신지영
- 시나리오: 안현지
- 스토리보드: 권아현, 김고은
- 아트디렉터: 김고은, 강나영, 이지은
- 캐릭터 디자인: 김고은, 이새봄
- 배경 디자인: 강나영, 이지은, 최복희, 김윤지
- 편집: 성준수
- 제작 협력업체: 애니펄 스튜디오 (Anipearl Studio)
- 책임: 김지연
- 감독: 박현수
- 애니메이터: 김하얀, 김민진, 박한빈, 박희성, 이소망
- 재무/회계: 김도현
- 음악: 장소은 레인보우 스튜디오
- 녹음/믹싱/효과: 한승연 소리공장
- 주제가 작곡/편곡: 박상진, 박가연
- 주제가 작사: 안현지
- 엔딩곡 작곡/편곡: 박가연
- 노래: 강은애
- 제작 지원: 문화체육관광부, 한국콘텐츠진흥원 (KOREA CREATIVE CONTENT AGENCY), Jeju 제주특별자치도, JCA 제주영상·문화산업진흥원
- 기획: MBC
- 제작: GREENWOOD 그린우드
- 저작권: Greenwood 그린우드 All rights reserved.

## 방영 목록
| 회차       | 제목                     | 방송 일자       |
| ---------- | ------------------------ | --------------- |
| 1화        | 이야기섬의 토끼와 거북   | 2022년 7월 5일  |
| 2화        | 호랑이 형님              | 2022년 7월 12일 |
| 3화        | 아더를 부탁해!           | 2022년 7월 19일 |
| 4화        | 바리의 집을 찾아라!      | 2022년 7월 26일 |
| 5화        | 바리의 탄생              | 2022년 8월 2일  |
| 6화        | 서유기 1부               | 2022년 8월 9일  |
| 7화        | 서유기 2부               | 2022년 8월 16일 |
| 8화        | 오즈의 마법사 1부        | 2022년 8월 23일 |
| 9화        | 오즈의 마법사 2부        | 2022년 8월 30일 |
| 10화       | 알리바바와 40명의 도둑들 | 2022년 9월 13일 |
| 11화       | 알라딘과 요술램프        | 2022년 9월 20일 |
| 12화       | 장화신은 고양이          | 2022년 9월 27일 |
| 13화       | 바리거인과 디저트 소왕국 | 2023년 2월 8일  |
| 14화       | 피터팬과 째깍악어        | 2023년 2월 15일 |
| 15화       | 사라도령 1부             | 2023년 2월 22일 |
| 16화       | 사라도령 2부             | 2023년 3월 8일  |
| 17화       | 김녕뱀과 판관 서련       | 2023년 3월 22일 |
| 18화       | 방귀의 왕                | 2023년 3월 29일 |
| 19화       | 벽랑국 세공주 1부        | 2023년 4월 5일  |
| 20화       | 벽랑국 세공주 2부        | 2023년 4월 12일 |
| 21화       | 잭과 콩나무 1부          | 2023년 4월 19일 |
| 22화       | 잭과 콩나무 2부          | 2023년 4월 26일 |
| 23화       | 여우 누이 1부            | 2023년 5월 3일  |
| 최종화(24) | 여우 누이 2부            | 2023년 5월 10일 |

## 결방 및 편성안내
- 2023년 3월 1일: 3·1절의 관계로 인해 결방했다.
- 2023년 3월 15일: 중계방송 2023 제1차 정당정책 토론회의 관계로 인해 결방했다.